# Liste der Kulturdenkmale in Möseln
In der Liste der Kulturdenkmale in Möseln sind die Kulturdenkmale des Colditzer Ortsteils Möseln verzeichnet, die bis Mai 2024 vom Landesamt für Denkmalpflege Sachsen erfasst wurden (ohne archäologische Kulturdenkmale). Die Anmerkungen sind zu beachten.
Diese Aufzählung ist eine Teilmenge der Liste der Kulturdenkmale in Colditz.

## Möseln
| Bild                                    | Bezeichnung                                                                                           | Lage                                    | Datierung                                                                   | Beschreibung | ID       |
| --------------------------------------- | --- | --------------------------------------- | --------------------------------------------------------------------------- | --- | -------- |
|                                         | Sachgesamtheitsbestandteil der Sachgesamtheit Muldentalbahn, Teilabschnitt Möseln                     | (Flurstück 102/1) (Karte)               | 1875                                                                        | Sachgesamtheitsbestandteil der Sachgesamtheit Muldentalbahn, Teilabschnitt Colditz, Ortsteil Leisenau, mit den Einzeldenkmalen: Eisenbahnbrücke Zwickauer Mulde (09306162), Eisenbahnbrücke (08973207), siehe Glauchau, 09306181; Sachgesamtheit mit allen Bahnanlagen, darunter Gleisanlagen mit Unter- und Oberbau, Streckenkilometrierung, Fernmelde- und Signalanlagen, Bahnstationen einschließlich aller Funktionsbauten, Wärterhäuschen, Brücken und Durchlässen in den Gemeinden Glauchau (Ortsteile Glauchau, Kleinbernsdorf, Reinholdshain, Niederlungwitz), Limbach-Oberfrohna (Ortsteile Wolkenburg-Kaufungen, Herrndorf, Uhlsdorf), Remse (Ortsteil Remse), Waldenburg (Ortsteile Niederwinkel, Oberwinkel, Waldenburg), Lunzenau (Ortsteile Lunzenau, Berthelsdorf, Cossen, Rochsburg, Göritzhain), Penig (Ortsteile Markersdorf, Penig, Amerika, Arnsdorf, Thierbach, Zinnberg), Rochlitz (Ortsteile Penna, Rochlitz; Zaßnitz), Seelitz (Ortsteile Fischheim, Seelitz, Biesern, Steudten), Colditz (Ortsteile Colditz, Lastau, Möseln, Sermuth, Zschetzsch), Grimma (Ortsteile Großbothen), für die Industrieentwicklung des Muldentals wichtige und landschaftsbildende prägende Normalspurbahn, wirtschaftsgeschichtlich, eisenbahngeschichtlich, landschaftsgestaltend sowie regionalgeschichtlich von Bedeutung. | 09306197 |
| Weitere Bilder                          | Eisenbahnbrücke über die Zwickauer Mulde (Einzeldenkmal der Sachgesamtheit 09306197)                  | (Flurstücke 153, 102/1, 293/3) (Karte)  | 1875                                                                        | Einzeldenkmal der Sachgesamtheit Muldentalbahn; km 45,456 der Eisenbahnstrecke Glauchau–Wurzen (Muldentalbahn), als Vollwandträger in Nietkonstruktion erbaut, 1938 erneuert, erstreckt sich auf die Gemarkung Lastau, Flst. 293/3, eisenbahn-, verkehrs- und technikgeschichtlich von Bedeutung. Stahlbalkenbrücke, als Vollwandträger in Nietkonstruktion ausgeführt, auf zwei Pfeilern (Quadermauerwerk) ruhend, 1938 erneuert. | 09306162 |
| Weitere Bilder                          | Straßen- und Eisenbahnbrücke über den Schwarzbach (Einzeldenkmal der Sachgesamtheit 09306197)         | (Flurstücke 71/1, 102/1, 102/2) (Karte) | 1877                                                                        | Einzeldenkmal der Sachgesamtheit Muldentalbahn; sowohl Straßen- als auch Eisenbahnbrücke an der Eisenbahnstrecke Glauchau–Wurzen (Muldentalbahn), Ziegel- und Natursteinmauerwerk, eisenbahn- und verkehrsgeschichtlich von Bedeutung. Bogenbrücke über den Schwarzbach, Bogen aus Ziegelstein, Brückenwangen und Brückenmauer Bruchstein, Tonnengewölbe, Abdeckplatten zum Teil Beton, zum Teil Naturstein, über Brücke führend Eisenbahngleise der Muldentalbahn und Straße. | 08973207 |
| Direkt Bild zu diesem Denkmal hochladen | Wohnhaus, Scheune, Seitengebäude und Hofpflasterung mit ehemaliger Göpelbahn eines Dreiseithofes      | Hohnbacher Straße 10 (Karte)            | Um 1840 (Wohnstallhaus); 1. Hälfte 19. Jahrhundert (Bauernhof)              | Geschlossen erhaltener Bauernhof des 19. Jahrhunderts in Fachwerkbauweise, heimat- und baugeschichtliche Bedeutung. - Wohnstallhaus: zweigeschossig, Erdgeschoss massiv, Obergeschoss Fachwerk, Fenster- und Türgewände in Porphyrtuff, Türgewände mit Verdachung, Satteldach mit Schieferdeckung, Holztraufe, Giebel verschiefert - Scheune: Fachwerkbau mit zwei Holztoren, Satteldach, Giebel verbrettert - Seitengebäude (Stall): zweigeschossig, Erdgeschoss massiv, Giebel massiv, Obergeschoss in Fachwerk, Satteldach, Fenstergewände in Porphyrtuff, mehrere nachträglich eingebrochene Tore. | 08973200 |
| Direkt Bild zu diesem Denkmal hochladen | Wohnstallhaus (ehemals Umgebinde) eines ehemaligen Dreiseithofes (mit Nr. 4b)                         | Seupahner Straße 4a (Karte)             | Um 1700                                                                     | Wertvoller Fachwerkbau, Thüringer-Leiter-Motiv, regional- und baugeschichtliche Bedeutung. Zweigeschossig, Erdgeschoss massiv, Obergeschoss Fachwerk, Fenstergewände im Erdgeschoss in Porphyrtuff, ursprünglich vermutlich Umgebinde, profilierte Füllhölzer, Leiterfachwerk, geblattete Kopfbänder, Giebel massiv erneuert, Satteldach mit Schieferdeckung, abgeschleppter Anbau, Zeugnis bäuerlicher Bau- und Lebensweise vergangener Zeit in Fachwerkbauweise, eines der ältesten Gebäude im Ort, ehemaliges Umgebindehaus. | 08973204 |
| Direkt Bild zu diesem Denkmal hochladen | Auszugshaus eines ehemaligen Vierseithofes                                                            | Seupahner Straße 6 (Karte)              | Um 1840                                                                     | Putzbau mit Porphyrtuffgewänden, hofseitig Fachwerk im Obergeschoss, heimat- und baugeschichtliche Bedeutung. Zweigeschossig, verputzter Massivbau (Bruchstein), Obergeschoss zum Teil in Fachwerk, Fenster- und Türgewände in Porphyrtuff, Satteldach mit Schieferdeckung, originale Tür im Hof, ein Giebel in Fachwerk, Giebel verbrettert, Zeugnis bäuerlicher Bau- und Lebensweise. | 08973205 |
| Direkt Bild zu diesem Denkmal hochladen | Zwei Seitengebäude eines Bauernhofes                                                                  | Seupahner Straße 11 (Karte)             | Bezeichnet mit 1850 (Inschrifttafel in Durchfahrt); um 1850 (Seitengebäude) | Fachwerkbauten, Kumthalle mit Porphyrtuffsäulen, heimat- und baugeschichtliche Bedeutung. - nördliches Seitengebäude mit Tordurchfahrt: unterer Bereich massiv, Aufbau in Fachwerk, Satteldach - östliches Seitengebäude: zugewandter Teil massiv mit Fachwerkgiebel, abgewandter Teil massives Erdgeschoss mit Kumthalle auf Porphyrtuffsäulen, Obergeschoss Fachwerk, Satteldach | 08973206 |
| Direkt Bild zu diesem Denkmal hochladen | Auszugshaus eines Dreiseithofes                                                                       | Seupahner Straße 16 (Karte)             | Um 1840                                                                     | Fachwerkbau, Fachwerk verbrettert, ursprünglich offenliegend, heimat- und baugeschichtliche Bedeutung. Zweigeschossig, Erdgeschoss massiv (verputzter Bruchstein), Obergeschoss Fachwerk, Tür- und Fenstergewände in Porphyrtuff, Satteldach mit Biberschwanzdeckung, Zeugnis bäuerlicher Bau- und Lebensweise des 19. Jahrhunderts in Fachwerkbauweise, ortsbildprägende Lage. | 08973202 |
|                                         | Gasthof „Zum heiteren Blick“ mit zwei Seitengebäuden, Schornstein und Hofpflaster, ehemalige Schmiede | Seupahner Straße 17 (Karte)             | Mitte 19. Jahrhundert, spätere Veränderungen                                | Regional- und zeittypische Putzbauten in landschaftsbildprägender Lage, heimat- und baugeschichtliche Bedeutung. - Gasthaus: zweigeschossig, verputzter Massivbau (Bruchstein), Fenster- und Türgewände in Porphyrtuff, im Giebel Palladiomotiv (in Porphyrtuff), Türgewände mit Verdachung, Krüppelwalmdach, profilierte Traufe am Giebel in Porphyrtuff sonst Holztraufe, seitlich Saalanbau - 1. Nebengebäude: verputzter Bruchsteinbau, Krüppelwalmdach mit Schieferdeckung, original einfache Putzgliederung, Toranlage - 2. Nebengebäude: verputzter Bruchstein- und Ziegelsteinbau, original einfache Putzgliederung, ehemalige Schmiede mit Ziegelsteinesse, zwei Holztore | 08973199 |

## Tabellenlegende
- Bild: Bild des Kulturdenkmals, ggf. zusätzlich mit einem Link zu weiteren Fotos des Kulturdenkmals im Medienarchiv Wikimedia Commons. Wenn man auf das Kamerasymbol klickt, können Fotos zu Kulturdenkmalen aus dieser Liste hochgeladen werden:
- Bezeichnung: Denkmalgeschützte Objekte und ggf. Bauwerksname des Kulturdenkmals
- Lage: Straßenname und Hausnummer oder Flurstücknummer des Kulturdenkmals. Die Grundsortierung der Liste erfolgt nach dieser Adresse. Der Link (Karte) führt zu verschiedenen Kartendiensten mit der Position des Kulturdenkmals. Fehlt dieser Link, wurden die Koordinaten noch nicht eingetragen. Sind diese bekannt, können sie über ein Tool mit einer Kartenansicht einfach nachgetragen werden. In dieser Kartenansicht sind Kulturdenkmale ohne Koordinaten mit einem roten bzw. orangen Marker dargestellt und können durch Verschieben auf die richtige Position in der Karte mit Koordinaten versehen werden. Kulturdenkmale ohne Bild sind an einem blauen bzw. roten Marker erkennbar.
- Datierung: Baubeginn, Fertigstellung, Datum der Erstnennung oder grobe zeitliche Einordnung entsprechend des Eintrags in der sächsischen Denkmaldatenbank
- Beschreibung: Kurzcharakteristik des Kulturdenkmals entsprechend des Eintrags in der sächsischen Denkmaldatenbank, ggf. ergänzt durch die dort nur selten veröffentlichten Erfassungstexte oder zusätzliche Informationen
- ID: Vom Landesamt für Denkmalpflege Sachsen vergebene, das Kulturdenkmal eindeutig identifizierende Objekt-Nummer. Der Link führt zum PDF-Denkmaldokument des Landesamtes für Denkmalpflege Sachsen. Bei ehemaligen Kulturdenkmalen können die Objektnummern unbekannt sein und deshalb fehlen bzw. die Links von aus der Datenbank entfernten Objektnummern ins Leere führen. Ein ggf. vorhandenes Icon  führt zu den Angaben des Kulturdenkmals bei Wikidata.